# Большие Карзи
Большие Карзи — село в Артинском городском округе Свердловской области. Являлось частью упразднённого Барабинского сельского совета.

## Население
По данным 2009 года, в селе проживало 209 избирателей.

## География
Село расположено в 18 километрах к юго-западу от административного центра городского округа и района — посёлка Арти и в 170 километрах к юго-западу от Екатеринбурга.
Между сёлами Большие Карзи и Сажином вскрыт стратотипический разрез.

## Инфраструктура
В Больших Карзях расположены большекарзинский фельдшерский пункт и сельский клуб.